# Burgstall Kirchberg (Etzenricht)
Der Burgstall Kirchberg bezeichnet eine abgegangene mittelalterliche Höhenburg etwa 370 m südöstlich des oberpfälzischen Ortes Etzenricht im Landkreis Neustadt an der Waldnaab. Die Anlage wird als Bodendenkmal unter der Aktennummer D-3-6338-0001 im Bayernatlas als „mittelalterlicher Burgstall mit der Evang.-Luth. Kirche St. Nikolaus in Etzenricht“ geführt.

## Beschreibung

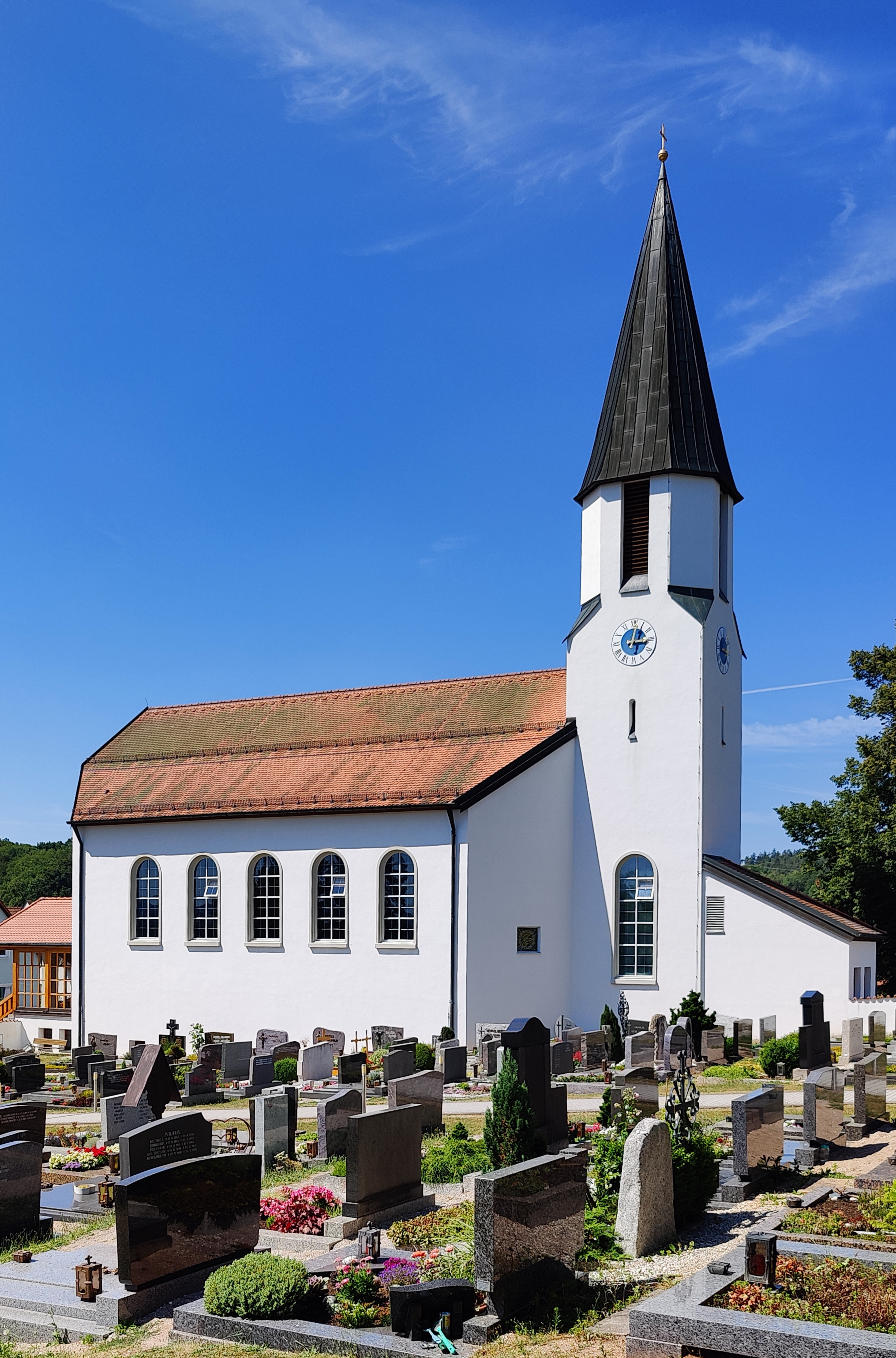
St. Nikolaus in Etzenricht (2022)

Die Anlage liegt auf dem Kirchberg, einem kleinen Kegelberg mit gleichmäßig abfallenden Seiten, der etwa 25 m höher als der Ort Etzenricht ist. Der Hügel weist Spuren künstlicher Aufschüttung und Planierung auf. Die ca. kreisrunde Anlage hat einen Durchmesser von annähernd 90 m. Am Rand ist eine Wall- und Grabenanlage erkennbar. Der Gipfel ist durch die Kirche St. Nikolaus und mit einem Friedhof überbaut, die durch eine Ringmauer geschützt werden. Die Kirche wurde im 14. Jahrhundert vermutlich aus den Resten einer alten Burganlage erbaut und als Wehrkirche mit Wallgraben und Ringmauer angelegt. Drei Meter unter dem Plateaurand umzieht ein sieben Meter breiter Ringgraben den Hügel, diesem ist ein sieben Meter breiter Wall vorgelagert. Die Höhe von der Grabensohle bis zur Wallkrone beträgt 1,8 m. Vor dem Wall finden sich Reste einer schmalen Terrasse.